# 24 Heures de Daytona 2002
Navigation
Édition précédente Édition suivante
Les 24 Heures de Daytona 2002 (officiellement appelé le Rolex 24 at Daytona 2002), disputées sur les 2 février 2002 et 3 février 2002 sur le Daytona International Speedway sont la quarante édition de cette épreuve, la trente-sixième sur un format de vingt-quatre heures, et la première manche des Rolex Sports Car Series 2002.

## Engagés
La liste officielle des engagés était composée de 79 voitures, dont 17 en SportsRacing Prototype, 7 en SportsRacing Prototypes II, 14 en Grand Touring Sport, 31 en Grand Touring et 10 en American Grand Touring.

## Course
Voici le classement provisoire au terme de la course,.
- Les vainqueurs de chaque catégorie sont signalés par un fond jauni.
- Pour la colonne Pneus, il faut passer le curseur au-dessus du modèle pour connaître le manufacturier de pneumatiques.

| Pos.   | Classe | N° | Écurie                           | Pilotes                                                                  | Châssis                     | Pneus | Tours |
| Pos.   | Classe | N° | Écurie                           | Pilotes                                                                  | Moteur                      | Pneus | Tours |
| ------ | ------ | -- | -------------------------------- | ------------------------------------------------------------------------ | --------------------------- | ----- | ----- |
| 1      | SRP    | 27 | Doran Lista Racing               | Didier Theys Fredy Lienhard Max Papis Mauro Baldi                        | Dallara SP1                 | G     | 716   |
| 1      | SRP    | 27 | Doran Lista Racing               | Didier Theys Fredy Lienhard Max Papis Mauro Baldi                        | Judd 4.0 L V10              | G     | 716   |
| 2      | SRP    | 36 | Jim Matthews Racing              | Guy Smith Scott Sharp Robby Gordon Jim Matthews                          | Riley & Scott Mk III C (en) | G     | 710   |
| 2      | SRP    | 36 | Jim Matthews Racing              | Guy Smith Scott Sharp Robby Gordon Jim Matthews                          | Élan 6.0 L V8               | G     | 710   |
| 3      | SRP II | 8  | Rand Racing / Risi Competizione  | Anthony Lazzaro Bill Rand Terry Borcheller Ralf Kelleners                | Lola B2K/40                 | D     | 695   |
| 3      | SRP II | 8  | Rand Racing / Risi Competizione  | Anthony Lazzaro Bill Rand Terry Borcheller Ralf Kelleners                | Nissan 3.0 L V6             | D     | 695   |
| 4      | SRP    | 38 | Champion Racing                  | Andy Wallace Sascha Maassen Hurley Haywood Lucas Luhr                    | Lola B2K/10                 | G     | 681   |
| 4      | SRP    | 38 | Champion Racing                  | Andy Wallace Sascha Maassen Hurley Haywood Lucas Luhr                    | Porsche 3.6 L Flat-6 Turbo  | G     | 681   |
| 5      | GTS    | 3  | Rocketsports Racing              | Paul Gentilozzi Scott Pruett Michael Lauer Brian Simo (en)               | Jaguar XKR                  | G     | 675   |
| 5      | GTS    | 3  | Rocketsports Racing              | Paul Gentilozzi Scott Pruett Michael Lauer Brian Simo (en)               | Ford 6.3 L V8               | G     | 675   |
| 6      | SRP II | 22 | Archangel Motorsport Services    | Chad Block Steven Knight Brian DeVries Mel Hawkins                       | Lola B2K/40                 | D     | 670   |
| 6      | SRP II | 22 | Archangel Motorsport Services    | Chad Block Steven Knight Brian DeVries Mel Hawkins                       | Nissan 3.0 L V6             | D     | 670   |
| 7      | GT     | 66 | The Racer's Group                | Kevin Buckler (en) Michael Schrom (en) Jörg Bergmeister Timo Bernhard    | Porsche 911 GT3-RS          | D     | 669   |
| 7      | GT     | 66 | The Racer's Group                | Kevin Buckler (en) Michael Schrom (en) Jörg Bergmeister Timo Bernhard    | Porsche 3.6 L Flat-6        | D     | 669   |
| 8      | GTS    | 77 | Larbre Compétition               | Christophe Bouchut Patrice Goueslard Jean-Luc Chéreau Carl Rosenblad     | Chrysler Viper GTS-R        | G     | 665   |
| 8      | GTS    | 77 | Larbre Compétition               | Christophe Bouchut Patrice Goueslard Jean-Luc Chéreau Carl Rosenblad     | Chrysler 8.0 L V10          | G     | 665   |
| 9      | GT     | 44 | Orbit Racing                     | Gary Schultheis Tony Kester Sylvain Tremblay Selby Wellman               | Porsche 911 GT3-RS          | D     | 664   |
| 9      | GT     | 44 | Orbit Racing                     | Gary Schultheis Tony Kester Sylvain Tremblay Selby Wellman               | Porsche 3.6 L Flat-6        | D     | 664   |
| 10     | GT     | 86 | Freisinger Motorsport            | Ni Amorim Romain Dumas Stéphane Ortelli Hans Fertl                       | Porsche 911 GT3-RS          | D     | 661   |
| 10     | GT     | 86 | Freisinger Motorsport            | Ni Amorim Romain Dumas Stéphane Ortelli Hans Fertl                       | Porsche 3.6 L Flat-6        | D     | 661   |
| 11     | GT     | 68 | The Racer's Group                | Robert Nearn Robert Nagel B. J. Zacharias Larry Schumacher               | Porsche 911 GT3-R           | D     | 657   |
| 11     | GT     | 68 | The Racer's Group                | Robert Nearn Robert Nagel B. J. Zacharias Larry Schumacher               | Porsche 3.6 L Flat-6        | D     | 657   |
| 12     | SRP    | 63 | Downing / Atlanta                | Charlie Nearburg (en) Chris Ronson John Lloyd Jim Downing                | Kudzu DLY                   | G     | 654   |
| 12     | SRP    | 63 | Downing / Atlanta                | Charlie Nearburg (en) Chris Ronson John Lloyd Jim Downing                | Mazda 4-Rotor               | G     | 654   |
| 13     | GT     | 24 | Perspective Racing               | João Barbosa Michel Neugarten Thierry Perrier                            | Mosler MT900 R              | D     | 653   |
| 13     | GT     | 24 | Perspective Racing               | João Barbosa Michel Neugarten Thierry Perrier                            | Chevrolet 5.7 L V8          | D     | 653   |
| 14     | GT     | 40 | Alegra Motorsports / 901 Shop    | Brady Refenning Catersby Jones Jake Vargo Carlos de Quesada              | BMW M3 E46                  | D     | 649   |
| 14     | GT     | 40 | Alegra Motorsports / 901 Shop    | Brady Refenning Catersby Jones Jake Vargo Carlos de Quesada              | BMW 3.2 L I6                | D     | 649   |
| 15     | GT     | 43 | Orbit Racing                     | Peter Baron Kyle Petty Mike Borkowski (en) Leo Hindery (en)              | Porsche 911 GT3-RS          | D     | 641   |
| 15     | GT     | 43 | Orbit Racing                     | Peter Baron Kyle Petty Mike Borkowski (en) Leo Hindery (en)              | Porsche 3.6 L Flat-6        | D     | 641   |
| 16     | GT     | 57 | Seikel Motorsport                | Hugh Plumb Tony Burgess Philip Collin David Shep                         | Porsche 911 GT3-RS          | D     | 641   |
| 16     | GT     | 57 | Seikel Motorsport                | Hugh Plumb Tony Burgess Philip Collin David Shep                         | Porsche 3.6 L Flat-6        | D     | 641   |
| 17     | GTS    | 31 | Konrad Motorsport                | Charles Slater Toni Seiler Martin Short Gunnar Jeannette                 | Saleen S7-R                 | G     | 634   |
| 17     | GTS    | 31 | Konrad Motorsport                | Charles Slater Toni Seiler Martin Short Gunnar Jeannette                 | Ford 6.9 L V8               | G     | 634   |
| 18     | GT     | 67 | The Racer's Group                | Jim Michaelian Ludovico Manfredi Paul Daniels Matt Talbert               | Porsche 911 GT3-RS          | D     | 618   |
| 18     | GT     | 67 | The Racer's Group                | Jim Michaelian Ludovico Manfredi Paul Daniels Matt Talbert               | Porsche 3.6 L Flat-6        | D     | 618   |
| 19     | GT     | 35 | ZIP Racing                       | Gerry Green Richard Valentine Jim Walsh Rick Dilorio                     | Porsche 911 GT3-R           | D     | 608   |
| 19     | GT     | 35 | ZIP Racing                       | Gerry Green Richard Valentine Jim Walsh Rick Dilorio                     | Porsche 3.6 L Flat-6        | D     | 608   |
| 20     | GT     | 04 | Marcos Racing International USA  | Stéphane de Groodt Peter Van der Kolk Pim van Riet Cougar Jacobsen       | Marcos Mantis Plus (en)     | D     | 598   |
| 20     | GT     | 04 | Marcos Racing International USA  | Stéphane de Groodt Peter Van der Kolk Pim van Riet Cougar Jacobsen       | Ford 4.6 L V8               | D     | 598   |
| 21     | GT     | 72 | Jack Lewis Enterprises           | David Murry Jack Lewis Keith Fisher Tom McGlynn                          | Porsche 996 GT3 Cup         | D     | 592   |
| 21     | GT     | 72 | Jack Lewis Enterprises           | David Murry Jack Lewis Keith Fisher Tom McGlynn                          | Porsche 3.6 L Flat-6        | D     | 592   |
| 22     | AGT    | 09 | Flis Racing                      | Craig Conway Doug Goad Andy Pilgrim Mike Ciasulli                        | Chevrolet Corvette C5-R     | G     | 591   |
| 22     | AGT    | 09 | Flis Racing                      | Craig Conway Doug Goad Andy Pilgrim Mike Ciasulli                        | Chevrolet 5.9 L V8          | G     | 591   |
| 23 DNF | SRP    | 37 | Intersport Racing (en)           | Jon Field Duncan Dayton Mike Durand Rick Sutherland                      | Lola B2K/10                 | G     | 590   |
| 23 DNF | SRP    | 37 | Intersport Racing (en)           | Jon Field Duncan Dayton Mike Durand Rick Sutherland                      | Judd 4.0 L V10              | G     | 590   |
| 24     | GT     | 85 | Freisinger Motorsport            | Robert Orcutt Ross Bleustein Rob Croydon Philippe Haezebrouck            | Porsche 911 GT3-RS          | D     | 579   |
| 24     | GT     | 85 | Freisinger Motorsport            | Robert Orcutt Ross Bleustein Rob Croydon Philippe Haezebrouck            | Porsche 3.6 L Flat-6        | D     | 579   |
| 25     | GT     | 33 | Scuderia Ferrari of Washington   | Cort Wagner Bill Auberlen Constantino Bertuzzi Derrike Cope              | Ferrari 360 Modena          | D     | 572   |
| 25     | GT     | 33 | Scuderia Ferrari of Washington   | Cort Wagner Bill Auberlen Constantino Bertuzzi Derrike Cope              | Ferrari 3.6 L V8            | D     | 572   |
| 26     | GT     | 98 | MAC Racing                       | Pierre Bes Marco Saviozzi Kurt Thiel David Terrien                       | Porsche 911 GT3-R           | D     | 569   |
| 26     | GT     | 98 | MAC Racing                       | Pierre Bes Marco Saviozzi Kurt Thiel David Terrien                       | Porsche 3.6 L Flat-6        | D     | 569   |
| 27 DNF | GT     | 96 | Mastercar SRL                    | Andrea Montermini Vincenzo Polli Franco Bertoli Sergey Zlobin            | Ferrari 360 Modena GT       | D     | 551   |
| 27 DNF | GT     | 96 | Mastercar SRL                    | Andrea Montermini Vincenzo Polli Franco Bertoli Sergey Zlobin            | Ferrari 3.6 L V8            | D     | 551   |
| 28     | GT     | 10 | Genesis                          | Todd Snyder (en) Rick Fairbanks Nick Longhi Emil Assentato (en)          | BMW M3 E46                  | D     | 547   |
| 28     | GT     | 10 | Genesis                          | Todd Snyder (en) Rick Fairbanks Nick Longhi Emil Assentato (en)          | BMW 3.2 L I6                | D     | 547   |
| 29     | SRP II | 62 | Team Spencer Motorsports         | Dennis Spencer Barry Waddell Ryan Hampton (en) Rich Grupp                | Kudzu DLM/FW                | D     | 533   |
| 29     | SRP II | 62 | Team Spencer Motorsports         | Dennis Spencer Barry Waddell Ryan Hampton (en) Rich Grupp                | Mazda 3-Rotor               | D     | 533   |
| 30     | GTS    | 42 | Team Greeneman                   | Tommy Byrne Pete Peterson Stephen Earle Richard Millman                  | Porsche 911 GT3-RS          | G     | 510   |
| 30     | GTS    | 42 | Team Greeneman                   | Tommy Byrne Pete Peterson Stephen Earle Richard Millman                  | Porsche 3.6 L Flat-6        | G     | 510   |
| 31     | GT     | 73 | Team Eurotech (en)               | Mike Jordan (en) Mark Sumpter Graeme Langford David Warnock              | Porsche 911 GT3-R           | D     | 503   |
| 31     | GT     | 73 | Team Eurotech (en)               | Mike Jordan (en) Mark Sumpter Graeme Langford David Warnock              | Porsche 3.6 L Flat-6        | D     | 503   |
| 32 DNF | GTS    | 00 | Bytzek Motorsports               | David Empringham Klaus Bytzek Richard Spenard James Holtom               | Porsche 911 GT1 Evo         | G     | 499   |
| 32 DNF | GTS    | 00 | Bytzek Motorsports               | David Empringham Klaus Bytzek Richard Spenard James Holtom               | Porsche 3.6 L Flat-6 Turbo  | G     | 499   |
| 33 DNF | AGT    | 46 | Morgan-Dollar Motorsports (en)   | Charles Morgan Rob Morgan Andrew Richards Stephen Richards               | Chevrolet Corvette C5-R     | G     | 493   |
| 33 DNF | AGT    | 46 | Morgan-Dollar Motorsports (en)   | Charles Morgan Rob Morgan Andrew Richards Stephen Richards               | Chevrolet 5.4 L V8          | G     | 493   |
| 34     | SRP    | 87 | Sezio Florida Racing Team        | Patrice Roussel Georges Forgeois Edouard Sezionale John Mirro            | Norma M2000-02              | G     | 492   |
| 34     | SRP    | 87 | Sezio Florida Racing Team        | Patrice Roussel Georges Forgeois Edouard Sezionale John Mirro            | Ford 6.0 L V8               | G     | 492   |
| 35 DNF | SRP    | 30 | Intersport Racing (en)           | Joel Field Larry Oberto Mark Neuhaus Clint Field                         | Lola B2K/10                 | G     | 462   |
| 35 DNF | SRP    | 30 | Intersport Racing (en)           | Joel Field Larry Oberto Mark Neuhaus Clint Field                         | Judd 4.0 L V10              | G     | 462   |
| 36 DNF | SRP    | 13 | Risi Competizione                | Eric van de Poele David Brabham Stefan Johansson                         | Ferrari 333 SP              | G     | 455   |
| 36 DNF | SRP    | 13 | Risi Competizione                | Eric van de Poele David Brabham Stefan Johansson                         | Ferrari F310E 4.0 L V12     | G     | 455   |
| 37     | GTS    | 4  | Brookspeed Racing                | Grahame Bryant Norman Goldrich David Gooding Kari Maenpaa                | Chrysler Viper GTS-R        | G     | 434   |
| 37     | GTS    | 4  | Brookspeed Racing                | Grahame Bryant Norman Goldrich David Gooding Kari Maenpaa                | Chrysler 8.0 L V10          | G     | 434   |
| 38 DNF | SRP    | 49 | Team Ascari                      | Werner Lupberger (en) Timothy Bell (en) Harri Toivonen                   | Ascari KZR-1 (en)           | G     | 429   |
| 38 DNF | SRP    | 49 | Team Ascari                      | Werner Lupberger (en) Timothy Bell (en) Harri Toivonen                   | Judd 4.0 L V10              | G     | 429   |
| 39     | GTS    | 83 | Graham Nash Motorsport           | Ian McKellar Thomas Erdos Ron Johnson Bobby Verdon-Roe (en)              | Saleen S7-R                 | G     | 428   |
| 39     | GTS    | 83 | Graham Nash Motorsport           | Ian McKellar Thomas Erdos Ron Johnson Bobby Verdon-Roe (en)              | Ford 6.9 L V8               | G     | 428   |
| 40 DNF | AGT    | 82 | Dick Greer Racing-Wendy's        | Dick Greer Jack Willes Terry Linger John Finger                          | Chevrolet Corvette C5-R     | G     | 424   |
| 40 DNF | AGT    | 82 | Dick Greer Racing-Wendy's        | Dick Greer Jack Willes Terry Linger John Finger                          | Chevrolet 5.9 L V8          | G     | 424   |
| 41 DNF | GT     | 56 | Seikel Motorsport                | Luca Drudi Gabrio Rosa Fabio Rosa Alex Caffi                             | Porsche 911 GT3-RS          | D     | 420   |
| 41 DNF | GT     | 56 | Seikel Motorsport                | Luca Drudi Gabrio Rosa Fabio Rosa Alex Caffi                             | Porsche 3.6 L Flat-6        | D     | 420   |
| 42 DNF | GTS    | 7  | RWS Motorsport                   | Luca Riccitelli Dieter Quester Vincent Vosse Boris Said                  | Porsche 911 GT3-R           | G     | 404   |
| 42 DNF | GTS    | 7  | RWS Motorsport                   | Luca Riccitelli Dieter Quester Vincent Vosse Boris Said                  | Porsche 3.6 L Flat-6        | G     | 404   |
| 43     | GTS    | 51 | Park Place Racing / Team Seattle | Chris Bingham (en) Peter MacLeod Wade Gaughran Vic Rice                  | Saleen S7-R                 | G     | 392   |
| 43     | GTS    | 51 | Park Place Racing / Team Seattle | Chris Bingham (en) Peter MacLeod Wade Gaughran Vic Rice                  | Ford 6.9 L V8               | G     | 392   |
| 44 DNF | SRP    | 20 | Dyson Racing Team                | Elliott Forbes-Robinson Rob Dyson (en) Chris Dyson Dorsey Schroeder (en) | Riley & Scott Mk III (en)   | G     | 379   |
| 44 DNF | SRP    | 20 | Dyson Racing Team                | Elliott Forbes-Robinson Rob Dyson (en) Chris Dyson Dorsey Schroeder (en) | Ford 6.0 L V8               | G     | 379   |
| 45 DNF | GT     | 92 | Swiss GT Racing                  | Mauro Casadei Raffaele Sangiuolo Derek Clark Jay Wilton                  | Porsche 911 GT3-R           | D     | 352   |
| 45 DNF | GT     | 92 | Swiss GT Racing                  | Mauro Casadei Raffaele Sangiuolo Derek Clark Jay Wilton                  | Porsche 3.6 L Flat-6        | D     | 352   |
| 46 DNF | SRP    | 2  | Crawford Racing (en)             | Jan Lammers Johnny Mowlem Tony Stewart                                   | Crawford SSC2K (en)         | G     | 346   |
| 46 DNF | SRP    | 2  | Crawford Racing (en)             | Jan Lammers Johnny Mowlem Tony Stewart                                   | Judd 4.0 L V10              | G     | 346   |
| 47 DNF | GT     | 79 | J3 Racing                        | Mike Fitzgerald Justin Jackson Manuel Matos Marino Franchitti            | Porsche 911 GT3-RS          | D     | 343   |
| 47 DNF | GT     | 79 | J3 Racing                        | Mike Fitzgerald Justin Jackson Manuel Matos Marino Franchitti            | Porsche 3.6 L Flat-6        | D     | 343   |
| 48 DNF | GT     | 9  | RWS Motorsport                   | Horst Felbermayr Horst Felbermayr Jr. Paul Knapfield André Ahrlé         | Porsche 911 GT3-R           | D     | 335   |
| 48 DNF | GT     | 9  | RWS Motorsport                   | Horst Felbermayr Horst Felbermayr Jr. Paul Knapfield André Ahrlé         | Porsche 3.6 L Flat-6        | D     | 335   |
| 49 DNF | GTS    | 08 | Marcos Racing International      | Cor Euser Calum Lockie Duncan Huisman                                    | Marcos Mantara LM600        | G     | 330   |
| 49 DNF | GTS    | 08 | Marcos Racing International      | Cor Euser Calum Lockie Duncan Huisman                                    | Chevrolet 6.9 L V8          | G     | 330   |
| 50 DNF | GTS    | 53 | Park Place Racing / Team Seattle | Ross Bentley (en) Bruno Lambert Don Kitch Jr. Dave Gaylord               | Saleen S7-R                 | G     | 311   |
| 50 DNF | GTS    | 53 | Park Place Racing / Team Seattle | Ross Bentley (en) Bruno Lambert Don Kitch Jr. Dave Gaylord               | Ford 6.9 L V8               | G     | 311   |
| 51 DNF | GT     | 39 | Autosport Race Team              | Tom Papadopoulos David Friedman Matt Plumb (en)                          | Porsche 911 GT3-R           | D     | 301   |
| 51 DNF | GT     | 39 | Autosport Race Team              | Tom Papadopoulos David Friedman Matt Plumb (en)                          | Porsche 3.6 L Flat-6        | D     | 301   |
| 52 DNF | GTS    | 12 | K&N Filters Racing (en)          | R. K. Smith (en) Rodney Mall Joey Scarallo (en) Doug Dwyer               | Ultima GTR                  | G     | 294   |
| 52 DNF | GTS    | 12 | K&N Filters Racing (en)          | R. K. Smith (en) Rodney Mall Joey Scarallo (en) Doug Dwyer               | Chevrolet 5.9 L V8          | G     | 294   |
| 53 DNF | AGT    | 19 | ACP Motorsports                  | Kerry Hitt Jim Briody Owen Trinkler Shane Lewis Jim Ludwik               | Chevrolet Corvette C5-R     | G     | 287   |
| 53 DNF | AGT    | 19 | ACP Motorsports                  | Kerry Hitt Jim Briody Owen Trinkler Shane Lewis Jim Ludwik               | Chevrolet 5.8 L V8          | G     | 287   |
| 54 DNF | SRP II | 21 | Archangel Motorsport Services    | Jeff Clinton Larry Connor Jeff Tillman Curtis Francois                   | Lola B2K/40                 | D     | 285   |
| 54 DNF | SRP II | 21 | Archangel Motorsport Services    | Jeff Clinton Larry Connor Jeff Tillman Curtis Francois                   | Nissan 3.0 L V6             | D     | 285   |
| 55 DNF | GT     | 99 | Cirtek Motorsport                | Rob Wilson (en) Martyn Konig Paul Dawson Pete Hannen                     | Porsche 911 GT3-R           | D     | 284   |
| 55 DNF | GT     | 99 | Cirtek Motorsport                | Rob Wilson (en) Martyn Konig Paul Dawson Pete Hannen                     | Porsche 3.6 L Flat-6        | D     | 284   |
| 56 DNF | AGT    | 91 | Paladin Racing                   | Bill Beilharz Steve Lisa Paul Jenkins                                    | Oldsmobile Aurora           | G     | 275   |
| 56 DNF | AGT    | 91 | Paladin Racing                   | Bill Beilharz Steve Lisa Paul Jenkins                                    | Oldsmobile 5.9 L V8         | G     | 275   |
| 57 DNF | SRP    | 16 | Dyson Racing Team                | James Weaver Butch Leitzinger Oliver Gavin                               | Riley & Scott Mk III (en)   | G     | 265   |
| 57 DNF | SRP    | 16 | Dyson Racing Team                | James Weaver Butch Leitzinger Oliver Gavin                               | Ford 6.0 L V8               | G     | 265   |
| 58 DNF | GT     | 54 | Bell Motorsports                 | Brian Cunningham Alan van der Merwe Andy Petery Ron Atapattu             | BMW M3 E46 GTR              | D     | 246   |
| 58 DNF | GT     | 54 | Bell Motorsports                 | Brian Cunningham Alan van der Merwe Andy Petery Ron Atapattu             | BMW 5.0 L V8                | D     | 246   |
| 59 DNF | AGT    | 60 | Xtreme Racing Group              | Anthony Puleo Robert Dubler Ernst Gschwender Hans Hauser                 | Chevrolet Corvette C5-R     | G     | 232   |
| 59 DNF | AGT    | 60 | Xtreme Racing Group              | Anthony Puleo Robert Dubler Ernst Gschwender Hans Hauser                 | Chevrolet 6.1 L V8          | G     | 232   |
| 60     | GT     | 18 | Boston Motorsports Group         | Dilantha Malagamuwa (en) Scott Deware (en) Charles Lamb Martin Short     | Mosler MT900 R              | D     | 224   |
| 60     | GT     | 18 | Boston Motorsports Group         | Dilantha Malagamuwa (en) Scott Deware (en) Charles Lamb Martin Short     | Chevrolet 5.7 L V8          | D     | 224   |
| 61 DNF | GT     | 03 | Marcos Racing International USA  | Martin Shuster Larry Baisden John Annis Toto Lassally                    | Marcos Mantis Plus (en)     | D     | 219   |
| 61 DNF | GT     | 03 | Marcos Racing International USA  | Martin Shuster Larry Baisden John Annis Toto Lassally                    | Ford 4.6 L V8               | D     | 219   |
| 62 DNF | SRP    | 95 | TRV Motorsport                   | Jeret Schroeder (en) Tom Volk John Macaluso John Schneider (en)          | Riley & Scott Mk III (en)   | G     | 216   |
| 62 DNF | SRP    | 95 | TRV Motorsport                   | Jeret Schroeder (en) Tom Volk John Macaluso John Schneider (en)          | Chevrolet 5.0 L V8          | G     | 216   |
| 63 DNF | AGT    | 29 | Sky Blue Racing                  | Irv Hoerr (en) Woodson Duncan Jack Busch Darin Brassfield (en)           | Ford Mustang                | G     | 196   |
| 63 DNF | AGT    | 29 | Sky Blue Racing                  | Irv Hoerr (en) Woodson Duncan Jack Busch Darin Brassfield (en)           | Ford 6.1 L V8               | G     | 196   |
| 64 DNF | GT     | 84 | Graham Nash Motorsport           | Tom Herridge Mike Newton Chris Ellis Marco Attard                        | Porsche 911 GT3-R           | D     | 184   |
| 64 DNF | GT     | 84 | Graham Nash Motorsport           | Tom Herridge Mike Newton Chris Ellis Marco Attard                        | Porsche 3.6 L Flat-6        | D     | 184   |
| 65 DNF | SRP    | 74 | Robinson Racing                  | Jack Baldwin (en) Wally Dallenbach Jr. George Robinson Mark Simo (en)    | Riley & Scott Mk III C (en) | G     | 170   |
| 65 DNF | SRP    | 74 | Robinson Racing                  | Jack Baldwin (en) Wally Dallenbach Jr. George Robinson Mark Simo (en)    | Judd 4.0 L V10              | G     | 170   |
| 66 DNF | SRP II | 89 | Porschehaus Racing               | Robert Julian Lynn Wilson Mayo T. Smith Adam Merzon                      | Lola B2K/40                 | D     | 164   |
| 66 DNF | SRP II | 89 | Porschehaus Racing               | Robert Julian Lynn Wilson Mayo T. Smith Adam Merzon                      | Nissan 3.0 L V6             | D     | 164   |
| 67     | SRP    | 78 | Sezio Florida Racing Team        | Yannick Roussel John Mirro Jon Krolowicz François O'Born Anthony Kumpen  | Norma M2000-01              | G     | 160   |
| 67     | SRP    | 78 | Sezio Florida Racing Team        | Yannick Roussel John Mirro Jon Krolowicz François O'Born Anthony Kumpen  | Ford 4.0 L V8               | G     | 160   |
| 68 DNF | GTS    | 45 | American Viper Racing            | Mike Hezemans Simon Gregg Stefano Zonca Marc Bunting                     | Dodge Viper GTS-R           | G     | 132   |
| 68 DNF | GTS    | 45 | American Viper Racing            | Mike Hezemans Simon Gregg Stefano Zonca Marc Bunting                     | Dodge 8.0 L V10             | G     | 132   |
| 69 DNF | AGT    | 90 | Flis Racing                      | Kevin Harvick Rick Carelli (en) John Metcalf Dave Liniger                | Chevrolet Corvette C5-R     | G     | 123   |
| 69 DNF | AGT    | 90 | Flis Racing                      | Kevin Harvick Rick Carelli (en) John Metcalf Dave Liniger                | Chevrolet 5.9 L V8          | G     | 123   |
| 70 DNF | SRP    | 23 | Team Ascari                      | Ben Collins Klaas Zwart Christian Vann                                   | Ascari KZR-1 (en)           | G     | 116   |
| 70 DNF | SRP    | 23 | Team Ascari                      | Ben Collins Klaas Zwart Christian Vann                                   | BMW 4.0 L V8 Turbo          | G     | 116   |
| 71 DNF | SRP II | 07 | G&W Motorsports                  | Darren Law Steve Marshall Armando Trentini Cort Wagner                   | Picchio D-USA (en)          | D     | 107   |
| 71 DNF | SRP II | 07 | G&W Motorsports                  | Darren Law Steve Marshall Armando Trentini Cort Wagner                   | BMW 3.0 L I6                | D     | 107   |
| 72 DNF | GT     | 50 | AASCO / Boduck Racing            | Craig Stanton Andy Hajducky Takashi Suzuki Javier Quiros                 | BMW M3 E46 GTR              | D     | 54    |
| 72 DNF | GT     | 50 | AASCO / Boduck Racing            | Craig Stanton Andy Hajducky Takashi Suzuki Javier Quiros                 | BMW 5.0 L V8                | D     | 54    |
| 73 DNF | GT     | 34 | ZIP Racing                       | Spencer Pumpelly Steven Ivankovich Randy Pobst (en) Kimberly Hiskey      | Porsche 911 GT3-RS          | D     | 15    |
| 73 DNF | GT     | 34 | ZIP Racing                       | Spencer Pumpelly Steven Ivankovich Randy Pobst (en) Kimberly Hiskey      | Porsche 3.6 L Flat-6        | D     | 15    |
| 74 DNF | SRP    | 06 | Jacobs Motorsports               | Ian James Michael Jacobs John Paul Jr. Travis Duder Michael DeFontes     | Riley & Scott Mk III (en)   | G     | 0     |
| 74 DNF | SRP    | 06 | Jacobs Motorsports               | Ian James Michael Jacobs John Paul Jr. Travis Duder Michael DeFontes     | Ford 6.0 L V8               | G     | 0     |

## Statistiques
- Pole Position - #27 Doran Lista Racing - 1:42.058
- Record du tour - #2 Crawford Racing - 1:42.078
- Distance - 4 102,153 km
- Vitesse moyenne - 170.821 km/h